# 相川裕滋
相川 裕滋（あいかわ ゆうじ、1968年12月1日 - ）は、神奈川県出身の俳優、声優、ナレーター。ジェイ・クリップ所属。

## 略歴
舞台およびCF出演の実績を積み現在へ至る。
2020年8月22日放送の『24時間テレビ 「愛は地球を救う」43』内のドラマ『誰も知らない志村けん -残してくれた最後のメッセージ-』では志村けん役を務め雰囲気がよく出てると話題となる。

## 出演

### テレビドラマ
NHK総合
- 連続テレビ小説 ちむどんどん

日本テレビ
- 幸福の王子
- 平成夫婦茶碗
- サイコメトラーEIJI2
- 24時間テレビスペシャルヒューマンストーリー 誰も知らない志村けん -残してくれた最後のメッセージ-（2020年）- 志村けん役
- 花咲舞が黙ってない 第3シリーズ 第8話 （2024年6月1日） - 青山の関係者 役

テレビ朝日
- 女教師 - 準レギュラー
- 七人の女弁護士
- 青い鳥症候群
- ボディガード
- 相棒

TBS
- 嫁はミツボシ。
- なにさまっ!
- 百年の物語
- これで家族（CBC）
- さしすせそ!?
- イグナイト -法の無法者- 第8話（2025年6月6日） - 入院患者・林 役[注 1][2]

フジテレビ
- サラリーマン刑事4
- 恋愛偏差値
- やまとなでしこ
- 救命病棟24時
- 傷だらけの女（関西テレビ）
- お水の花道
- 新・お水の花道
- スタアの恋
- ショムニ
- えなりかずきの一休さん
- 波うららかに、めおと日和 第7話（2025年6月5日） - 青果店店主 役[3]

### 映画
- クライマーズ・ハイ（原田眞人監督）
- それでもボクはやってない（周防正行監督）
- 8月のクリスマス（長崎俊一監督）
- 東京ゾンビ（佐藤佐吉監督）

### 舞台
- シンクロニティ2000
- 悪い奴ほどよくしゃべる!
- すみれの庭
- 明日は来るか!?

### CM
- エイブル
- PSP
- 井村屋あずきバー
- 第一製薬 カロヤンアポジカΣ
- 日清どん兵衛
- 久光製薬フェイタス
- キリンFIRE

### ミュージックビデオ
- My Way/My Answer（ALLaNHiLLZ）
- ココロココカラ（ALLaNHiLLZ）